# Buda (okręg Jassy)
Buda – wieś w Rumunii, w okręgu Jassy, w gminie Brăești. W 2011 roku liczyła 293 mieszkańców.